# Julia Ann

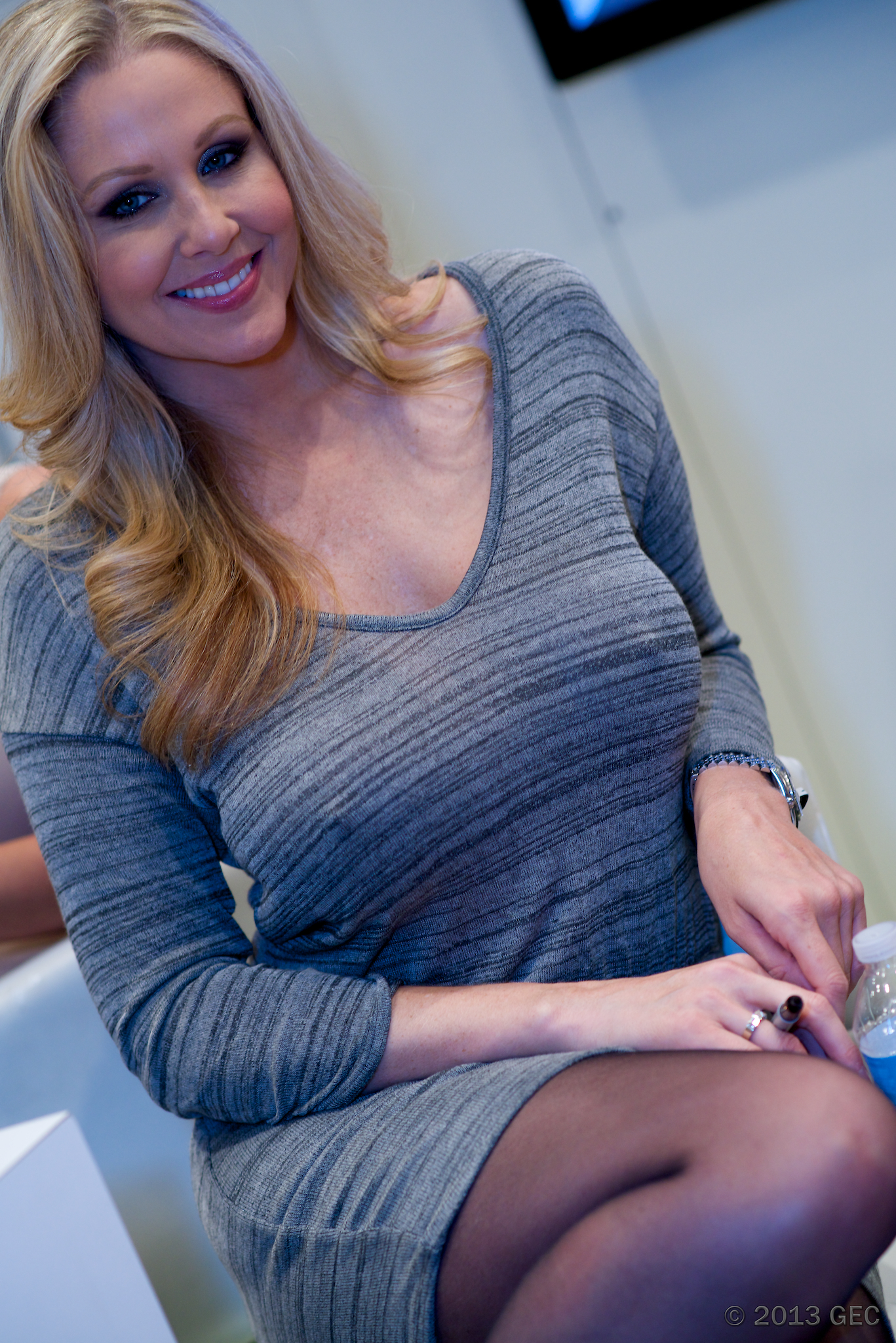
Julia Ann l'any 2013.

Julia Ann (Los Angeles, Califòrnia, 8 d'octubre de 1969) és una actriu porno i ballarina de striptease estatunidenca.

## Biografia
Julia Ann nasqué el dia en què son pare complia 23 anys, i els seus ulls blaus sempre foren naturals. Passà gran part de la seua infància convivint amb la seua àvia i la seua tia, ja que tant el seu pare com la seua mare treballaven. A casa de la seua àvia, Ann cresqué envoltada d'animals, especialment de cavalls, una de les seues passions.
Amb dotze anys, Julia i els seus pares es traslladaren a la muntanya, a un poble anomenat Idyllwild, a Califòrnia. Malgrat que Ann era reticent a anar-hi, els seus pares volien educar als seus fills fora de la ciutat, el que accentuà l'afecte d'Ann pels animals. Poc després s'enrolà en una escola de preparació per a la universitat. No obstant això, quan complí disset anys, Ann decidí eixir de l'entorn rural i tornar amb la seua àvia a Los Angeles, on s'interessaria pel modelatge. Amb divuit anys Ann realitzà les seues primeres sessions fotogràfiques.
Allí s'endinsà en el món de l'espectacle i del striptease, concretament en un local anomenat The Rainbow Bar & Grill. En eixe local va conèixer una amiga que es dedicava a la lluita de fang amb un grup conegut com a Tropicana. A partir d'eixa persona fou com Ann va conèixer a Janine Lindemulder, també actriu porno en l'actualitat i per aquell temps lluitadora de fang. Les dues juntes van formar la parella de lluitadores de fang conegudes com a Blondage, que va gaudir de gran popularitat.
Està divorciada del director Michael Raven, amb qui es casà el 21 de juny de 2003.

## Porno
Després d'aproximadament un any de Blondage, Julia i Janine s'aventuren en el cinema porno. El 1993, ambdues debuten en la pel·lícula Andrew Blake's Hidden Obsessions. Els premis que rep per la mateixa llancen ràpidament la seua carrera i li permeten fitxar per Vivid el 1995. A partir de llavors, Ann començà a treballar estretament amb Blake en més films com en "Les Femmes Erotique", on Ann és l'estrella protagonista. Aprofitant el bon moment de les dues rosses pornstars, Ann i Janine decidixen llançar "Blondage The Movie", dirigida per Tony English. La pel·lícula del duo fou tot un èxit a nivell comercial, així com de tota mena de marxandatge entre els quals es van incloure calendaris, cartells o llibres d'historietes.
No obstant això, Ann decidí donar un gir sobtat a la seua vida i es va matricular en la universitat durant dos semestres, on assegura que es relacionà amb les altes esferes del centre, entre ells degans. El 2001, i després d'un breu pas per Digital Playground (1999), firma amb Wicked.
Debuta en la seua nova companyia amb la pel·lícula Hercules, una comèdia porno amb ambientació mitològica dirigida per Jonathan Morgan. Dos anys després, Beautiful li permet guanyar el Premi AVN a la millor actriu. Després de deixar Wicked el 2004, decideix reprendre la seua relació contractual amb ells l'any 2006. Aquesta nova etapa suposa també un canvi de registre per a l'actriu que decideix rodar un porno més dur del que tenia acostumat. Així, en Julia Ann: Hardcore (2006) se li pot veure realitzant la seua primera escena de sexe anal. Repetiria poc després en Julia Ann Reflexxxions  (2007) i en Around The World In Seven Days (2007).
En maig de 2007 decideix no continuar lligada a Wicked pel seu desig de rodar un porno cada vegada més gonzo. Açò es plasma en títols com Cougar Club (2008), Dirty Rotten Mother Fuckers 2 (2008), dirigida per Jules Jordan o Hand to Mouth 7 (2008).
Condueix al costat d'altres actrius com Inari Vachs un programa en Playboy TV dit Naughty Amateur Home Videos.

## Premis
- 1993 Premi XRCO a la millor escena lèsbica per Hidden Obsessions[4]
- 1994 Premi AVN a la millor escena lèsbica per Hidden Obsessions[5]
- 2003 AVN Hall of Fame[6]
- 2000 Premi AVN a la millor escena lèsbica per Seven Deadly Sins[5]
- 2004 Premi AVN a la millor actriu per Beautiful[5]